# Eparchie beljovská
Eparchie beljovská je eparchie ruské pravoslavné církve nacházející se v Rusku.

## Území a titul biskupa
Zahrnuje správní hranice území Beljovského, Alexinského, Zaokského, Jasnogorského, Duběnského, Suvorovského, Odojevského, Arseněvského, Plavského, Ščokinského, Kamenského, Tjoplo-Ogarjovského a Černského rajónu Tulské oblasti.
Eparchiálnímu biskupovi náleží titul biskup beljovský a alexinský.

## Historie
Roku 1920 byl zřízen beljovský vikariát tulské eparchie.
Dne 27. prosince 2011 byla rozhodnutím Svatého synodu zřízena z části území tulské eparchie nová eparchie beljovská. Stala se součástí tulské metropole. 

## Seznam biskupů

### Beljovský vikariát
- 1920–1923 Ignatij (Sadkovskij), svatořečený mučedník
- 1935–1938 Nikita (Pribytkov), svatořečený mučedník

### Beljovská eparchie
- od 2011 Serafim (Kuzminov)